# 臨床研究
臨床研究（Clinical research）是醫療科學的分支，確認藥物、醫療設備、診斷及治療的安全性及效能，這可以用來預防、治療、診斷或是緩解疾病中的症狀。臨床研究和臨床实践（clinical practice）不同，臨床实践會使用經過臨床研究證實的治療方式，而臨床实践中的結果也成為臨床研究的證據。
「臨床研究」此一術語和藥物、藥學設備及生物製品相關的參考資料有關，事實上從實驗室開始、到導入消費者市場，甚至導入後的任何測試製品都可以算是臨床研究。只要在實驗室中鑒定出有可能的候選物或是分子，就會進行臨床前的研究或是動物研究，此時會研究測試製品的不同層面（例如其安全性及毒性，若可行的話，也探討其效能）。
在美國境內，若醫療測試製品尚未通過美国食品药品监督管理局（FDA）的核可，或者醫療試驗製品已通過核可，但測試方式會增加其風險（或是減少風險的可接受性），都要向FDA申請新藥臨床試驗（IND），並且提供臨床前研究或是其他可供佐證的資料、以及非建議方式使用的個案研究資料，FDA會在試驗製品接觸到任何一名受試者之前進行評估，若測試結果有意在未來提交給FDA供查驗用，也要先提供一份醫療試驗製品給FDA（若是已經核可的藥品，若為了未來要改變標籤說明或是廣告內容，有意將實驗結果送交FDA查驗，也要先提供一份醫療試驗製品給FDA）。若和設備有關，而設備是重要的風險設備，或是不能提前交給是FDA，需提交調查設備豁免（IDE）申請。此外，臨床研究也可能需要機構審查委員會（IRB）、研究倫理委員會（REB）、或是其他的審核委員會、隱私委員會、利益衝突委員會、輻射安全委員會、放射性藥物研究委員會等審核，決定此研究的相關資料是否要事先送交FDA核可。臨床研究審核的準則會依研究本身的聯邦主管單位而定（若是聯邦資助研究，主管單位是美国卫生及公共服务部，不然就是美国食品药品监督管理局），也會依研究單位的主管單位而定，此外也要因應地區或是各州的法規而定。額外的審核（特別是IRB/REB）對於保護受試者特別重要，因為依照FDA的規定，若事先送交相關資料到FDA，除非FDA回覆不應開始此一研究，30天後即可開始臨床試驗。
臨床研究一般是在學術性的醫學中心或是附屬的研究機構進行。這些機構有學術上的聲望，可以進入大都會地區，也可以接觸到較多的醫療參與者投入。
臨床研究的生態系統是一個由醫學中心、藥品公司及學術研究機構組成的複雜網路。因此有越來越多的需求是要管理臨床研究的數據及運作的相關因素。臨床研究管理一般會透過電子化系統來自動管理及進行臨床試驗。
歐盟的欧洲药品管理局是药品相關的主管機構。人體研究也是依四個階段進行，由表示同意的受試者參與臨床試驗。

## 階段
新藥的臨床試驗一般會分類為四個不同的階段。新藥認證的每個階段都會視為是獨立的臨床試驗。藥品開發流程一般會依四個階段的流程進行，時間約會到幾年之久。若藥品通過第I、II及III階段的測試，一般主管機構會許可此藥品可用於一般大眾，階段IV為批准後研究（post-approval　studies）。
藥廠在開始新藥的臨床實驗之前，會進行廣泛的臨床前研究。